# 小行星6844
小行星6844（英語：6844 Shpak）是一颗围绕太阳公转的小行星。1975年11月3日，塔瑪拉·米哈伊洛夫那·斯米爾諾娃在克里米亚发现了此天体。
这颗小行星的绝对星等为283.22425093等。